# よし梅芳町亭
よし梅芳町亭（よしうめよしちょうてい）は、東京都中央区日本橋人形町にある、昭和初期に建てられた木造の2階建ての飲食店である。

## 概要
よし梅芳町亭は、建てられた年代は不詳だが、1927年（昭和2年）頃、関東大震災後に待合として建てられたと考えられている。昭和初期の数寄屋風の意匠が整った建物である。よし梅の店舗は、芳町亭と少し離れた場所に構える本店と売店とで構成されている。2002年（平成14年）8月21日、国の登録有形文化財（建造物）に登録された。

## 営業情報
よし梅本店
- 住所 - 東京都中央区日本橋人形町三丁目18番3号
- 定休日 - 土・日曜日・祝日（12月 - 1月の土曜日夜は営業）
- 営業時間 - 午前11時 - 午後2時、午後5時 - 午後10時

よし梅芳町亭
- 住所 - 東京都中央区日本橋人形町一丁目5番2号
- 定休日 - 土・日曜日・祝日
- 営業時間 - 午後5時 - 午後10時

よし梅売店
- 住所 - 東京都中央区日本橋人形町一丁目18番3号
- 定休日 - 土・日曜日・祝日
- 営業時間 - 午前10時30分 - 午後7時

## 文化財
登録有形文化財（建造物）
よし梅芳町亭
登録年月日:2002年（平成14年）8月21日、種別:住宅/建築物、登録基準:造形の規範となっているもの。
年代:1927年頃（昭和2年頃）建築、木造2階建、瓦葺、建築面積81m2。

## 交通
鉄道
- 都営浅草線 - 人形町駅より徒歩2分
- 東京メトロ日比谷線 - 人形町駅より徒歩2分、東京メトロ半蔵門線 - 水天宮前駅より徒歩5分

## ギャラリー
- よし梅芳町亭の外観（2016年10月撮影）
- よし梅芳町亭の入り口（2016年10月撮影）
- よし梅芳町亭の2階の外観（2016年10月撮影）
- よし梅本店の外観（2016年10月撮影）
- よし梅本店の外観（2016年10月撮影）
- よし梅本店の入り口（2016年10月撮影）